# Booderee-Nationalpark
Der Booderee-Nationalpark (engl. Booderee National Park) befindet sich im australischen Jervis-Bay-Territorium, an der südlichen Küste der Jervis-Bucht, etwa 200 Kilometer südlich von Sydney.
Der früher Jervis Bay National Park genannte Nationalpark nimmt den größten Teil der Behwere-Halbinsel südlich der Jervis-Bucht sowie die ganze Bowen Island ein.
Der heutige Name des Nationalparks stammt aus der Aborigine-Sprache Dhurga und bedeutet etwa „Bucht der Fülle“ oder „Menge an Fisch“.

## Tier- und Pflanzenwelt
Im Park wurden bisher etwa 460 einheimische Pflanzenarten registriert. Hinzu kommen über 200 Vogel-, 180 Fisch-, über 30 Säugetierarten einschließlich etwa zehn Arten Fledermäuse, 37 Reptilien- und 17 Amphibienarten.
Besonders bemerkenswerte Arten, die man im Park beobachten kann, sind der Weißbauch-Seeadler, der Australische Tölpel, die Kräuselscharbe und der Schwarzbrauenalbatros.
Außerdem hat man die Möglichkeit, vom Festland aus Buckelwale und Glattwale zu beobachten.
Im März 2018 wurden im Booderee-Nationalpark 40 Exemplare des Tüpfelbeutelmarders ausgesiedelt, der durch die Weltnaturschutzunion als stark gefährdet eingestuft wird. Die Tiere wurden aus dem Trowunna Wildlife Park und dem Devils at Cradle Wildlife Park (in Cradle Mountain, unweit des Trowunna Parks) eingeflogen. Weitere je 40 Tiere sollen 2019 und 2020 folgen.

## Tourismus und Sehenswürdigkeiten
Der Booderee-Nationalpark ist bekannt für seine weißen Sandstrände und ist sehr beliebt bei Campern. Die Campingplätze des Parks sind oft Monate im Voraus ausgebucht. Im Park gibt es verschiedene Wanderwege, die den Besuchern die unterschiedlichen Landschaftstypen näher bringen.
Eine Besonderheit des Booderee-Nationalparks ist, dass er auch einen botanischen Garten beinhaltet, die Booderee Botanic Gardens (früher Jervis Bay Botanic Gardens genannt). Dieser wurde 1951 als Dependance des Australischen Nationalen Botanischen Gartens in der Hauptstadt Canberra gegründet, um nicht winterfeste Pflanzen in einer frostfreien Umgebung unterzubringen. Seit dem Jahr 2000 ist er Teil des Nationalparks.